# 柯云路
柯云路（1946年—），中国作家，上海人。原名鲍国路。1983年3月1日加入中国作家协会。
《三千万》获1980年全国短篇小说奖。之后发表《新星(小說)》（1985主角「李向南」以吕日周为原型）、《衰与荣》、《夜与昼》、《龍年檔案》（2002）、《芙蓉國》(上)(下)（2013以全景式毛時期文革十年歷程為描寫對象）、《曹操與漢獻帝》、等一系列作品。
1988年之后，随着“气功热”的兴起，柯云路开始转向东方神秘主义主题，陆续发表多部“研究”气功与特异功能的著作，包括《人类神秘现象破译》、《中国气功大趋势》、《中国气功九大技术》、《生命特异现象考察》等，并自称“特异功能研究者”。后又转入“生产”医学著作，著有《新疾病学》、《发现黄帝内经》等。其《发现黄帝内经》一书竭力鼓吹胡万林，为其套上“神医”光环。在胡万林被立案审查后，柯云路为给其正名翻案，又出版“研究胡万林专著”《重组生命世界》。